# Entasis

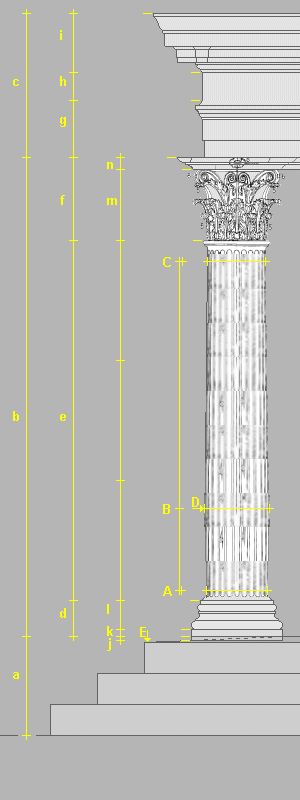
Maßlinien einer korinthischen Säule (Legende bei Klick auf das Bild).
Entasis: Eine an die Säule angelegte Linie zwischen A und C ist leicht nach außen gewölbt. Dadurch entsteht der Eindruck der Bauchung im unteren Drittel. Die Verjüngung scheint erst oberhalb von B zu beginnen.

Entasis (altgriechisch ἔντασις „Anspannung“) bezeichnet die Schwellung oder Bauchung des Schaftes einer Säule. Hervorgerufen wird sie durch eine kreisbogenförmige nicht-lineare Verjüngung des Säulendurchmessers, die sich vor allem ab dem unteren Drittelspunkt oder der Mitte des Schafts nach oben beschleunigt.
Wie die Kurvatur des Stylobaten und des Architravs sowie die Inklination der Säulen und Wände dient die Entasis laut Vitruv (III 3, 13) der optischen Verfeinerung des Gebäudes, es soll dem Auge „wohlgefälliger“ sein.

## Statik
Bei massiven Säulen sollte aus statischer Sicht die Basis der Säule den größten Durchmesser haben, da dort die Druckspannung am höchsten ist. Demgegenüber sollte bei schlanken Säulen die Mitte der Säule den größten Durchmesser haben, da an dieser Stelle die Gefahr des Einknickens am größten ist. Die Entasis kann als Kombination dieser beiden Gestaltungsprinzipien gesehen werden, d. h. der Durchmesser ist am Säulenfuß am größten und nimmt bis zur Säulenmitte zunächst nur langsam, dann aber immer schneller ab. Ob bei den klassischen Bauten neben der Ästhetik auch statische Überlegungen eine Rolle gespielt haben, ist allerdings wohl nicht bekannt.

## Geschichte

### Vorgeschichte
Bereits einige der frühen Großmenhire in der Bretagne (z. B. Menhir vom Champ Dolent, Menhir von Kerloas) zeigen auffällige Verdickungen in ca. 3 bis 4 m Höhe. Die Gründe dafür sind unklar, doch dürften ästhetische Überlegungen eine Rolle gespielt haben.

### Antike
Die Entasis tritt vor allem an Tempeln der archaischen und klassischen Zeit auf, und zwar sowohl der dorischen als auch der ionischen Ordnung. Am stärksten ausgeprägt ist sie an den großgriechischen Tempeln Unteritaliens und Siziliens. 
An Bauten des Hellenismus ist meist keine Entasis nachweisbar. Sie kommt aber gelegentlich vor und kann nun auch Säulen korinthischer Ordnung betreffen. Hermogenes berücksichtigt am Beginn des 2. Jahrhunderts v. Chr. die Entasis an den Säulen seiner Tempelbauten. Antike Bauzeichnungen des Entasis-Entwurfs haben sich am Didymaion bei Milet erhalten.
In der römischen Architektur der Kaiserzeit wurde die Entasis meist nicht mehr als gleichmäßige Krümmung ausgeführt, vielmehr teilte man den Schaft in zwei geradlinig sich verjüngende Bereiche auf und rundete nur den Stoßbereich aus.

### Mittelalter und Renaissance
Im Mittelalter und selbst in der Architektur der Renaissance sind Säulen mit Entasis äußerst selten, so beispielsweise in der frühgotischen Michaelskapelle des Klosters Ebrach. In Südfrankreich gibt es in der frühromanischen Oberkirche der Abtei Saint-Martin du Canigou monolithische Säulen mit Entasis.
Leon Battista Alberti beschreibt um die Mitte des 15. Jahrhunderts, wie eine Entasis erstellt wird, Andrea Palladio erläutert eine einfachere Methode.

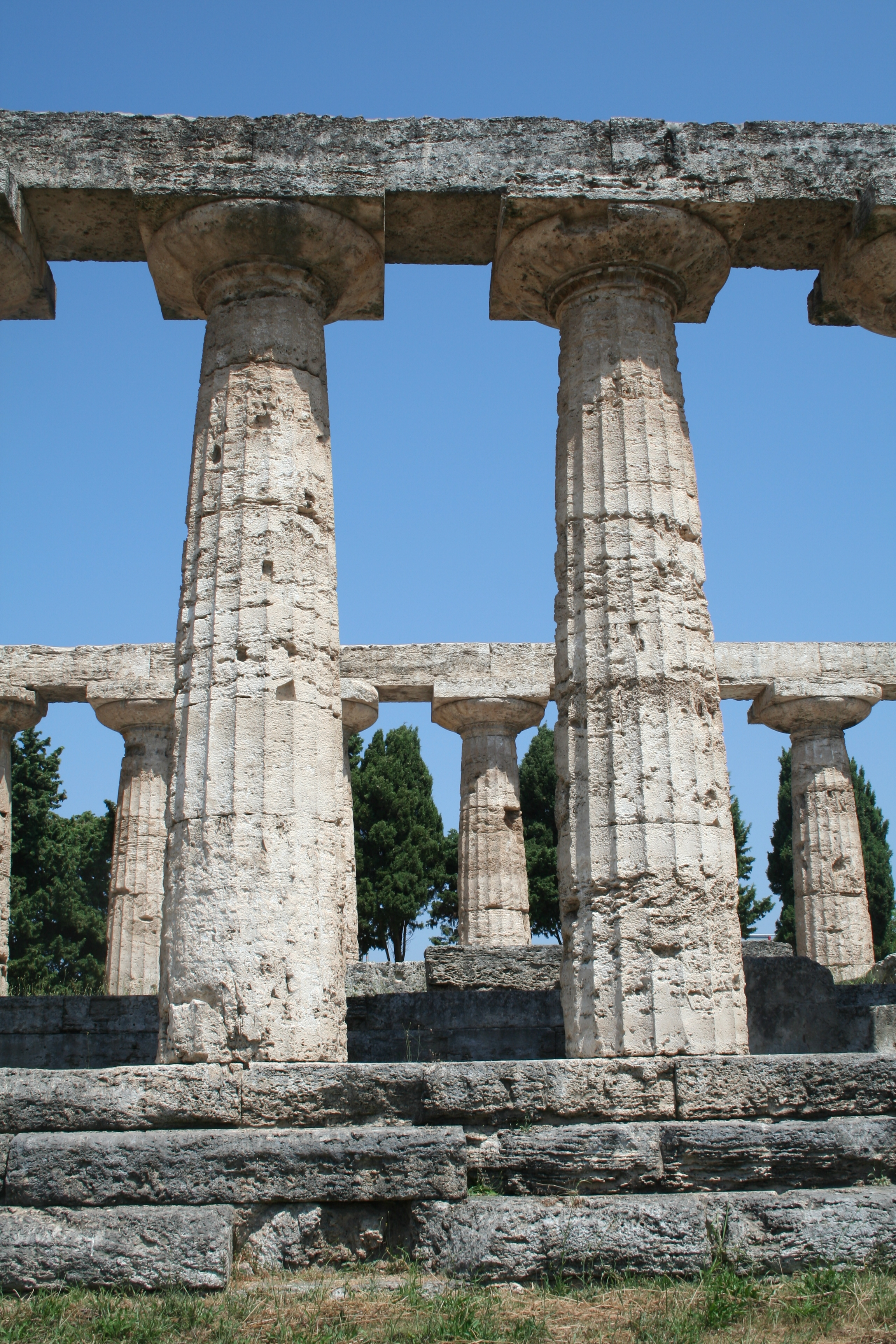
Dorische Säulen des Athena-Tempels in Paestum, Italien
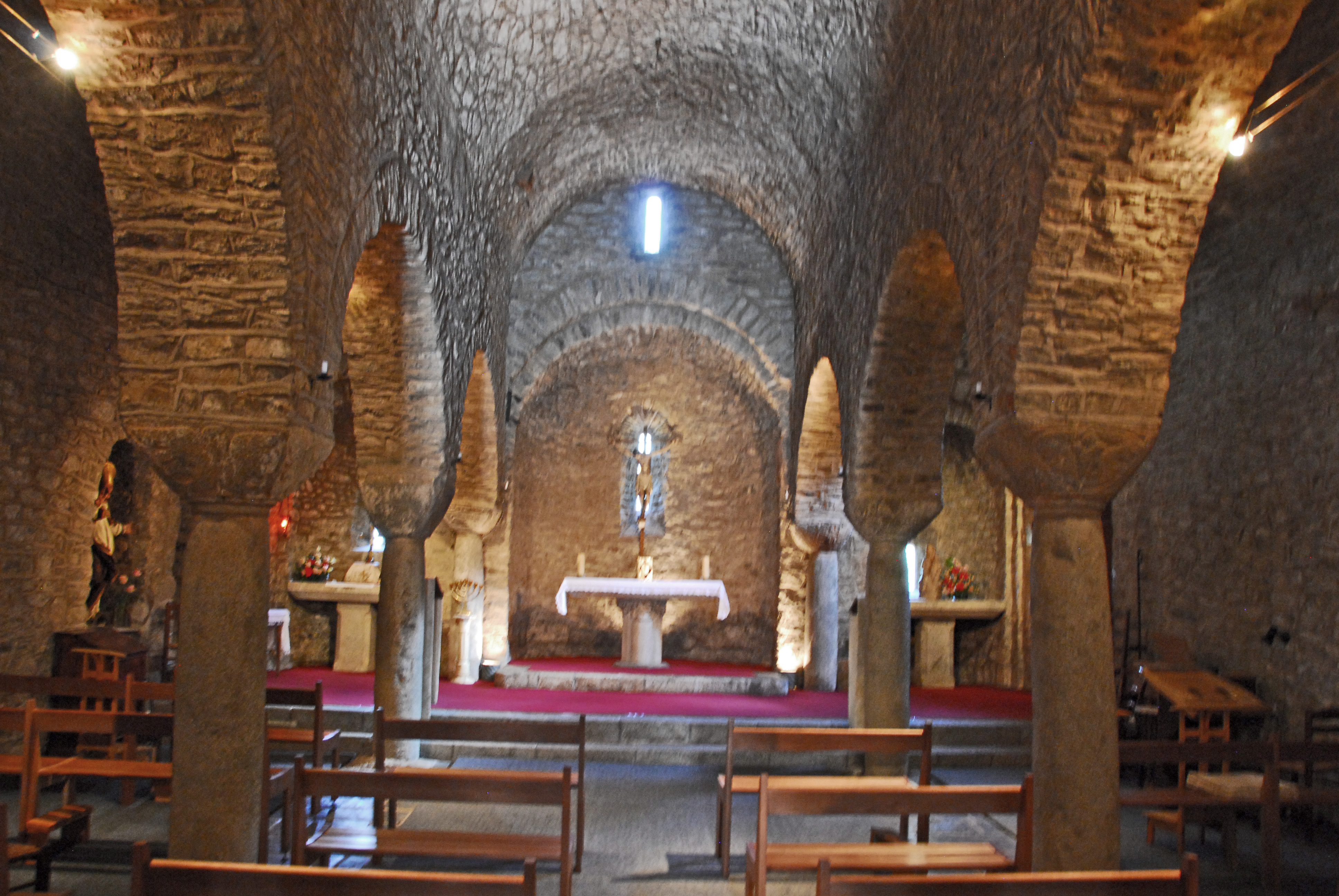
Oberkirche der Abtei Saint-Martin du Canigou, Säulen mit Entasis
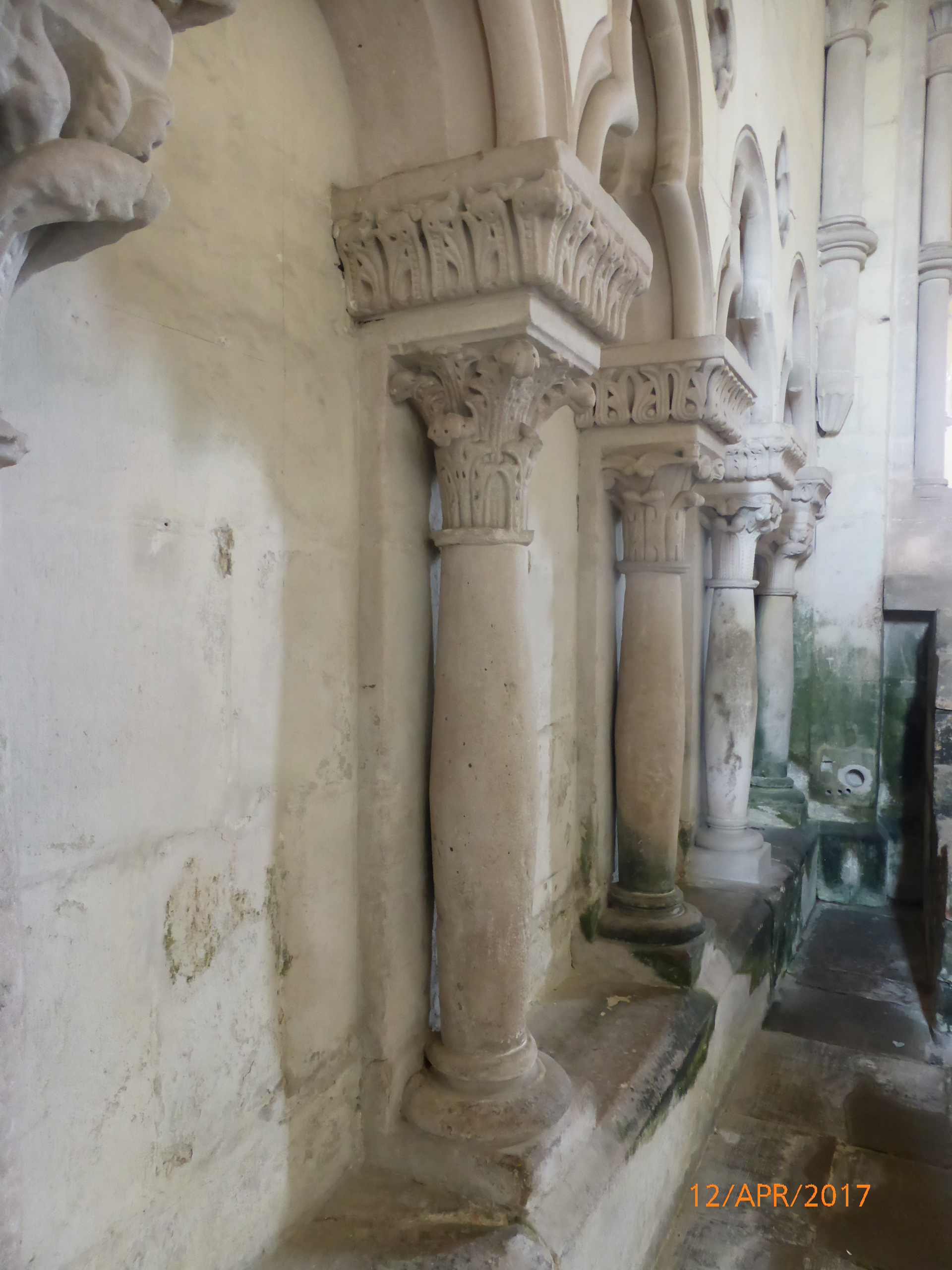
Gebauchte Säulen in der Michaelskapelle von Kloster Ebrach (Oberfranken)

### Lexikoneinträge
- Entasis. In: Johann Heinrich Zedler: Grosses vollständiges Universal-Lexicon Aller Wissenschafften und Künste. Band 8, Leipzig 1734, Sp. 1264.
- Hans Koepf, Günther Binding: Bildwörterbuch der Architektur. Mit englischem, französischem, italienischem und spanischem Fachglossar (= Kröners Taschenausgabe. Bd. 194). 4., überarbeitete Auflage. Kröner, Stuttgart 2005, ISBN 3-520-19404-X (Digitalisat auf moodle.unifr.ch, abgerufen am 30. Dezember 2023), S. 155.